# SummerSlam (2018)
SummerSlam 2018 là sự kiện phát trực tiếp và trả tiền cho mỗi lần xem đấu vật chuyên nghiệp SummerSlam hàng năm lần thứ 31 do WWE sản xuất. Nó được tổ chức cho các đô vật từ các bộ phận thương hiệu Raw, SmackDown và 205 Live. Sự kiện diễn ra vào ngày 19 tháng 8 năm 2018, tại Barclays Center ở Brooklyn, New York trong lần thứ tư.
Mười ba trận đấu, trong đó có ba trận đấu Kickoff. Trong trận đấu tâm điểm, Roman Reigns đã đánh bại Brock Lesnar để giành đai Raw's Universal Championship, kết thúc triều đại 504 ngày giữ đai của Lesnar. Trong trận đấu áp chót, Ronda Rousey đã đánh bại Alexa Bliss để đai Raw Women's Championship, trở thành người phụ nữ đầu tiên giành chức vô địch nữ ở cả UFC và WWE. The Miz đã đánh bại Daniel Bryan, Samoa Joe đã đánh bại Nhà vô địch SmackDown WWE Championship AJ Styles bằng cách truất quyền thi đấu (do đó không giành được danh hiệu), và trong trận mở màn, Seth Rollins đã đánh bại Dolph Ziggler để giành lại đai Raw's Intercontinental Championship. Sự kiện này cũng là SummerSlam đầu tiên không có sự góp mặt của John Cena kể từ năm 2003.

## Tổ chức
| Vai trò                          | Tên                                |
| -------------------------------- | ---------------------------------- |
| Bình luận viên tiếng Anh         | Michael Cole (Raw)                 |
| Bình luận viên tiếng Anh         | Corey Graves (Raw/SmackDown)       |
| Bình luận viên tiếng Anh         | Jonathan Coachman (Raw)            |
| Bình luận viên tiếng Anh         | Tom Phillips (SmackDown)           |
| Bình luận viên tiếng Anh         | Byron Saxton (SmackDown)           |
| Bình luận viên tiếng Anh         | Vic Joseph (205 Live)              |
| Bình luận viên tiếng Anh         | Nigel McGuinness (205 Live)        |
| Bình luận viên tiếng Anh         | Percy Watson (205 Live)            |
| Bình luận viên tiếng Tây Ban Nha | Carlos Cabrera                     |
| Bình luận viên tiếng Tây Ban Nha | Marcelo Rodríguez                  |
| Bình luận viên tiếng Tây Ban Nha | Jerry Soto                         |
| Bình luận viên tiếng Đức         | Carsten Schaefe                    |
| Bình luận viên tiếng Đức         | Calvin Knie                        |
| Thông báo viên sàn đấu           | Greg Hamilton (205 Live/SmackDown) |
| Thông báo viên sàn đấu           | JoJo (Raw)                         |
| Trọng tài                        | Danilo Anfibio                     |
| Trọng tài                        | Jason Ayers                        |
| Trọng tài                        | Mike Chioda                        |
| Trọng tài                        | John Cone                          |
| Trọng tài                        | Dan Engler                         |
| Trọng tài                        | Darrick Moore                      |
| Trọng tài                        | Chad Patton                        |
| Trọng tài                        | Charles Robinson                   |
| Trọng tài                        | Rod Zapata                         |
| Người phỏng vấn                  | Renee Young                        |
| Người phỏng vấn                  | Charly Caruso                      |
| Người điều khiển trước trận đấu  | Renee Young                        |
| Người điều khiển trước trận đấu  | Booker T                           |
| Người điều khiển trước trận đấu  | Sam Roberts                        |
| Người điều khiển trước trận đấu  | David Otunga                       |
| Người điều khiển trước trận đấu  | Jerry Lawler                       |
| Người phỏng vấn trước trận đấu   | Peter Rosenberg                    |
| Người phỏng vấn trước trận đấu   | John "Bradshaw" Layfield           |

### Pre-show
Ba trận đấu diễn ra. Trong trận đấu đầu tiên, Andrade "Cien" Almas và Zelina Vega đối mặt với Rusev và Lana. Ở đoạn cao trào, Vega đã ghim Lana bằng một cú cuộn người bằng cách sử dụng dây thừng sàn đấu làm đòn bẩy để giành chiến thắng trong trận đấu.
Tiếp theo, Cedric Alexander bảo vệ đai WWE Cruiserweight Championship trước Drew Gulak. Cuối cùng, Alexander đã ghim Gulak bằng một cú cuộn người để giữ lại danh hiệu.
Cuối cùng, The B-Team (Bo Dallas và Curtis Axel) bảo vệ đai vô địch Raw Tag Team Championship trước The Revival (Scott Dawson và Dash Wilder). Cuối cùng, khi Dawson cố gắng ghim Axel bằng một gói nhỏ, Dallas đã ngã vào Axel, đảo ngược gói nhỏ và ghim Dawson để giữ lại danh hiệu.

### Các trận đấu khác
Dolph Ziggler đi cùng với Drew McIntyre, bảo vệ đai vô địch Intercontinental Championship trước Seth Rollins, đi cùng với Dean Ambrose. McIntyre đẩy Ambrose trúng vào các bậc thang thép khiến Rollins mất tập trung và Ziggler thực hiện cú "Zig Zag" với Rollins. Cuối cùng, khi McIntyre cố gắng can thiệp, Ambrose đã thực hiện cú "Dirty Deeds" đối với McIntyre. Rollins đã thực hiện cú superkick và "The Stomp" với Ziggler để giành lại danh hiệu lần thứ hai.
The Bludgeon Brothers (Harper và Rowan) bảo vệ đai SmackDown Tag Team Championship trước Big E và Xavier Woods của The New Day, đi cùng với Kofi Kingston. Trận đấu kết thúc khi Rowan dùng vồ tấn công Woods và Big E, do đó The New Day thắng bằng cách truất quyền thi đấu, tuy nhiên, The Bludgeon Brothers vẫn giữ được đai.
Braun Strowman bảo vệ Money in the Bank contract của mình chống lại Kevin Owens, với quy định rằng Strowman có thể mất contract bằng mọi cách. Cuối cùng, Strowman chokeslammed Owens trên đoạn đường trước sân khấu bằng thép. Strowman sau đó đẩy Owens trở lại sàn đấu và thực hiện đòn running powerslam đối với Owens để giữ lại contract.
Carmella bảo vệ đai vô địch SmackDown Women's Championship trước Charlotte Flair và Becky Lynch. Đoạn kết chứng kiến Lynch áp dụng đòn "Dis-Arm-Her" lên Carmella, sau đó Flair tấn công Lynch bằng cú "Natural Selection" để giành lấy danh hiệu. Sau trận đấu, Lynch tấn công Flair, trở thành kẻ phản diện.
AJ Styles bảo vệ đai WWE Championship trước Samoa Joe. Ở đoạn cao trào, khi Joe tiếp tục chế nhạo vợ và con của Styles, những người đang có mặt ngoài sàn đấu, Styles giận dữ và ném Joe qua hàng rào. Styles sau đó tấn công nhân viên an ninh và dùng ghế đập vào người Joe khiến Styles bị truất quyền thi đấu, tuy nhiên Styles vẫn giữ được đai.
Elias đã hứa sẽ tổ chức một buổi hòa nhạc. Khi anh ấy chuẩn bị bắt đầu, cây đàn bị gãy. Sau đó, anh ấy vứt bỏ những mảnh đàn guitar rồi rời khỏi sân khấu.
Daniel Bryan đối mặt với The Miz. Cuối cùng, Maryse, vợ của Miz, người ngồi ở hàng ghế đầu, đã đưa cho Miz một đôi đốt ngón tay bằng đồng mà trọng tài không nhìn thấy. Khi Bryan cố gắng thực hiện cú suicide dive, Miz đã dùng vật đó đập vào người Bryan và ném vật đó trở lại Maryse. Sau đó, Miz lăn Bryan trở lại sàn đấu và ghim chặt anh ta để giành chiến thắng trong trận đấu.
"The Demon" Finn Bálor đối mặt với Baron Corbin. Bálor thực hiện cú clothesline trên Corbin đưa anh ta qua sợi dây trên cùng. Bálor thực hiện cú Sling Blade, sau đó là cú dropkick vào Corbin. Ở giai đoạn cao trào, Bálor đã biểu diễn cú "Coup de Grâce" với Corbin để giành chiến thắng trong trận đấu.
Shinsuke Nakamura bảo vệ đai vô địch United States Championship trước Jeff Hardy. Cuối cùng, Hardy đã cố gắng tung cú "Swanton Bomb" vào Nakamura trên tạp dề sàn đấu, nhưng Nakamura đã di chuyển, khiến Hardy tiếp đất trên mép của sàn đấu. Nakamura sau đó đưa Hardy trở lại sàn đấu và biểu diễn cú "Kinshasa" để giữ lại đai. Sau trận đấu, Randy Orton xuất hiện, tấn công Hardy, nhưng rời đi ngay sau đó.
Alexa Bliss bảo vệ đai Raw Women's Championship trước Ronda Rousey. Natalya bước vào đầu tiên  và cô ấy mặc áo khoác của cha mình Jim Neidhart trên võ đài, người đã qua đời vài ngày trước đó. Rousey thống trị toàn bộ trận đấu trong khi Bliss hầu như không phạm lỗi nào. Khi bắt đầu, Bliss lùi vào dây thừng hai lần và trọng tài buộc Rousey phải lùi lại giữa sàn đấu. Bliss rời sàn đấu hai lần nhưng cả hai lần đều tránh được việc trọng tài đếm đến 5. Sau khi trở lại sàn đấu, Rousey biểu diễn cú Piper's Pit lên Bliss. Sau đó, Bliss lăn ra khỏi sàn đấu lần thứ ba, cho đến khi Rousey đuổi theo cô ấy trở lại, khi trọng tài đếm đến 6. Cuối cùng, Rousey buộc Bliss phải chịu đòn armbar để giành đai, trở thành người phụ nữ đầu tiên giành chức vô địch ở cả UFC và WWE, đồng thời là người thứ hai sau Brock Lesnar. Sau trận đấu, Rousey ăn mừng cùng Natalya và The Bella Twins (Nikki Bella và Brie Bella).

### Trận đấu tâm điểm
Brock Lesnar cùng với Paul Heyman bảo vệ đai vô địch Universal Championship trước Roman Reigns. Trước khi trận đấu bắt đầu, Braun Strowman xuất hiện và nói rõ ý định cash in Money in the Bank contract của mình cho người chiến thắng và vẫn ở bên cạnh sàn đấu. Ngay khi trận đấu bắt đầu, Reigns đã khiến Lesnar bất ngờ với ba cú Superman Punches và ba cú Spears. Lesnar áp dụng cú Guillotine Choke hai lần chỉ để Reigns phản công thành Spinebuster hai lần. Lesnar tránh cú đấm Superman Punches thứ tư và thực hiện ba cú German Suplexes trên Reigns. Sau một nỗ lực thất bại từ Lesnar khi tung đòn F-5, Reigns đã thực hiện cú Spear khác, nhưng Lesnar đã tránh được nó, dẫn đến việc Reigns vô tình thực hiện cú Suicide Dive vào Strowman bên ngoài sàn đấu. Lesnar sau đó thực hiện cú F-5 với Strowman, dùng chiếc cặp đánh anh ta và ném nó trúng màn hình sân khấu. Ở đoạn cao trào, Lesnar tấn công Strowman bằng những cú đánh bằng ghế khiến anh ta không thể cash in sau trận đấu, nhưng Reigns đã lợi dụng sự mất tập trung và thực hiện một cú Spear khác vào Lesnar khi anh ta quay lại sàn đấu với chiếc ghế để tấn công Reigns khi vẫn đang nhìn Strowman và đã giành được danh hiệu kết thúc triều đại của Lesnar sau 504 ngày.

## Kết quả
| #                                                                                     | Kết quả | Thể loại                                                        | Thời gian |
| ------------------------------------------------------------------------------------- | --- | --------------------------------------------------------------- | --------- |
| 1P                                                                                    | Andrade Cien Almas và Zelina Vega đánh bại Lana và Rusev bằng đòn kết liễu                                                                   | Trận đấu đồng đội hỗn hợp                                       | 7:00      |
| 2P                                                                                    | Cedric Alexander (c) đánh bại Drew Gulak bằng đòn kết liễu                                                                                   | Trận đấu đơn tranh đai WWE Cruiserweight Championship           | 7:23      |
| 3P                                                                                    | The B-Team (Bo Dallas và Curtis Axel) (c) đánh bại The Revival (Dash Wilder và Scott Dawson) bằng đòn kết liễu                               | Trận đấu đồng đội tranh đai WWE Raw Tag Team Championship       | 6:15      |
| 4                                                                                     | Seth Rollins (đi cùng với Dean Ambrose) đánh bại Dolph Ziggler (c) (đi cùng với Drew McIntyre) bằng đòn kết liễu                             | Trận đấu đơn tranh đai WWE Intercontinental Championship        | 22:00     |
| 5                                                                                     | The New Day (Big E và Xavier Woods) (đi cùng với Kofi Kingston) đánh bại The Bludgeon Brothers (Harper và Rowan) (c) bởi truất quyền thi đấu | Trận đấu đồng đội tranh đai WWE SmackDown Tag Team Championship | 9:45      |
| 6                                                                                     | Braun Strowman (giữ contract) đánh bại Kevin Owens bằng đòn kết liễu                                                                         | Trận đấu đơn tranh Money in the Bank contract                   | 1:50      |
| 7                                                                                     | Charlotte Flair đánh bại Carmella (c) và Becky Lynch bằng đòn kết liễu                                                                       | Trận đấu tay ba tranh đai WWE SmackDown Women's Championship    | 15:15     |
| 8                                                                                     | Samoa Joe đánh bại AJ Styles (c) bởi truất quyền thi đấu                                                                                     | Trận đấu đơn tranh đai WWE Championship                         | 22:45     |
| 9                                                                                     | The Miz đánh bại Daniel Bryan bằng đòn kết liễu                                                                                              | Trận đấu đơn                                                    | 23:30     |
| 10                                                                                    | "The Demon" Finn Bálor đánh bại Baron Corbin bằng đòn kết liễu                                                                               | Trận đấu đơn                                                    | 1:35      |
| 11                                                                                    | Shinsuke Nakamura (c) đánh bại Jeff Hardy bằng đòn kết liễu                                                                                  | Trận đấu đơn tranh đai WWE United States Championship           | 11:00     |
| 12                                                                                    | Ronda Rousey đánh bại Alexa Bliss (c) bằng đòn khóa                                                                                          | Trận đấu đơn tranh đai WWE Raw Women's Championship             | 4:00      |
| 13                                                                                    | Roman Reigns đánh bại Brock Lesnar (c) (đi cùng với Paul Heyman) bằng đòn kết liễu                                                           | Trận đấu đơn tranh đai WWE Universal Championship               | 6:10      |
| - (c) – chỉ người vô địch bước vào trận đấu - P – chỉ trận đấu diễn ra trong pre-show | |                                                                 |           |

### Giải đấu SmackDown Tag Team Championship
|  | Bán kết SmackDown (24/7, 31/7)           | Bán kết SmackDown (24/7, 31/7)           | Bán kết SmackDown (24/7, 31/7) |                   |                                      | Chung kết SmackDown (7/8)            | Chung kết SmackDown (7/8) | Chung kết SmackDown (7/8) |  |
|  |                                          |                                          |                                |                   |                                      |                                      |                           |                           |  |
|  | The New Day (Big E và Kofi Kingston)     | The New Day (Big E và Kofi Kingston)     | Ghim                           |                   |                                      |                                      |                           |                           |  |
|  | The New Day (Big E và Kofi Kingston)     | The New Day (Big E và Kofi Kingston)     | Ghim                           |                   |                                      |                                      |                           |                           |  |
|  | Sanity (Alexander Wolfe và Killian Dain) | Sanity (Alexander Wolfe và Killian Dain) | 7:55                           |                   |                                      |                                      |                           |                           |  |
|  | Sanity (Alexander Wolfe và Killian Dain) | Sanity (Alexander Wolfe và Killian Dain) | 7:55                           |                   | The New Day (Big E và Kofi Kingston) | The New Day (Big E và Kofi Kingston) | Ghim                      |                           |  |
|  |                                          |                                          |                                |                   | The New Day (Big E và Kofi Kingston) | The New Day (Big E và Kofi Kingston) | Ghim                      |                           |  |
|  |                                          |                                          | Sheamus và Cesaro              | Sheamus và Cesaro | 21:32                                |                                      |                           |                           |  |
|  | The Usos (Jey Uso và Jimmy Uso)          | The Usos (Jey Uso và Jimmy Uso)          | Sheamus và Cesaro              | Sheamus và Cesaro | 21:32                                | 13:55                                |                           |                           |  |
|  | The Usos (Jey Uso và Jimmy Uso)          | The Usos (Jey Uso và Jimmy Uso)          |                                |                   |                                      |                                      |                           |                           |  |
|  | Sheamus và Cesaro                        | Sheamus và Cesaro                        | Ghim                           |                   |                                      |                                      |                           |                           |  |